# Spathius tenedos
Spathius tenedos är en stekelart som beskrevs av Nixon 1943. Spathius tenedos ingår i släktet Spathius och familjen bracksteklar. Inga underarter finns listade i Catalogue of Life.